# 坏鳞碘泡虫
坏鳞碘泡虫（学名：Myxobolus vastus）为碘泡科碘泡虫属的动物。分布于美国以及辽宁、湖北、河北、北京、湖南、浙江、四川、云南、江西、武陵山地区等，营寄生生活，寄生在肾（鲤、鲫、赤眼鳟、华鳈、鲢）、胆囊、心、肠、输尿管、肝（鲤、赤眼鳟）、脑、鳃、体表（鲤）。